# Dunes City
Dunes City è una città degli Stati Uniti d'America situata nell'Oregon, nella Contea di Lane.